# فندق غراند يريفان
 فندق غراند يريفان (الأرمينية: Գրանդ Հոթել Երևան) هو فندق 5 نجوم في مقاطعة كينترون المركزية في يريفان، أرمينيا.
افتتح الفندق في عام 1926، خلال الفترة السوفيتية كمؤسسة مملوكة للدولة. يعد أحد أقدم الفنادق في أرمينيا الحديثة، فضلا عن أنه أقدم فندق في يريفان.
يقع الفندق في 14 شارع أبوفيان، ويطل على ساحة تشارلز أزنافور، المجاور لاتحاد الفنانين في أرمينيا.

## معرض صور

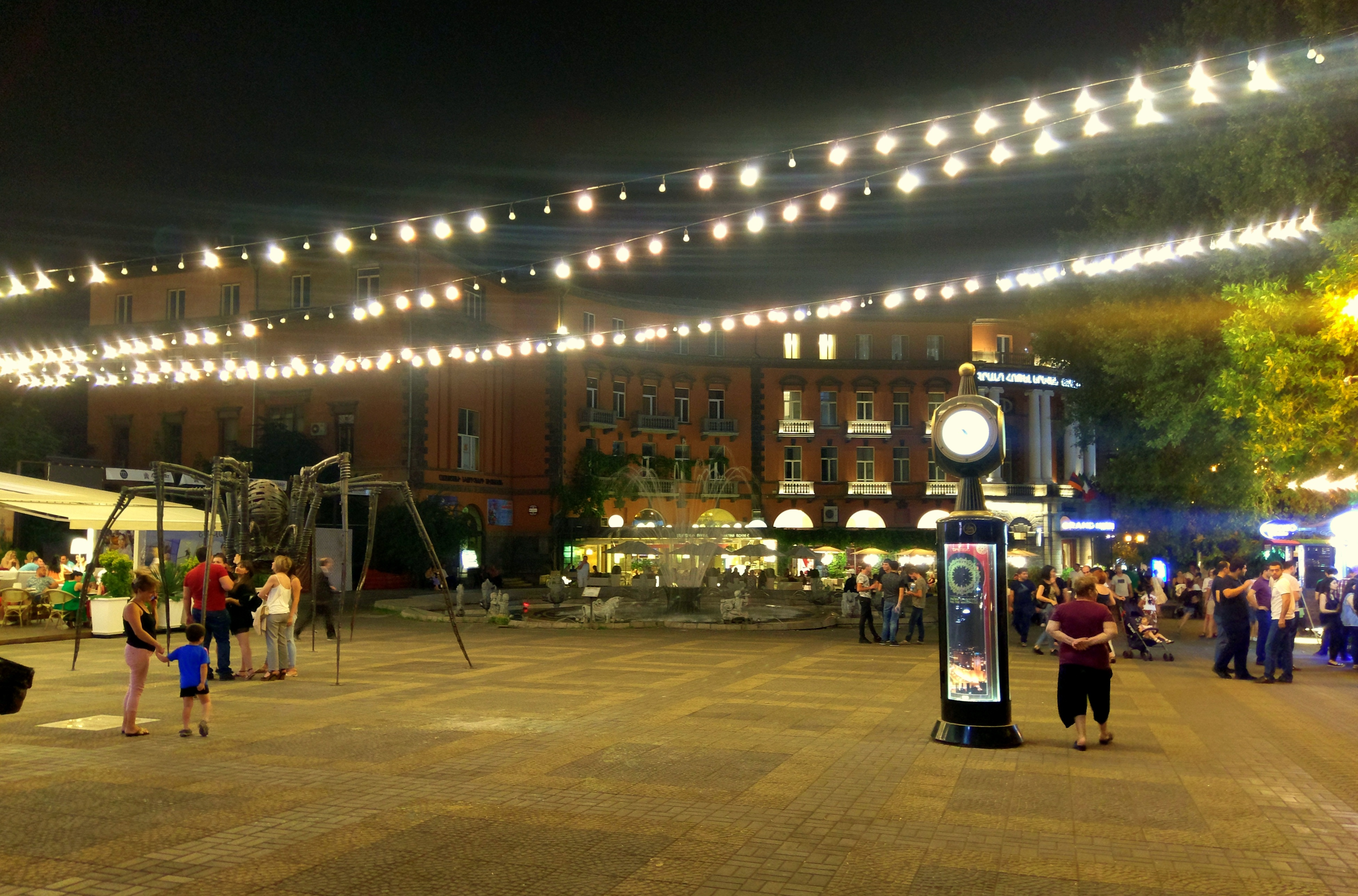
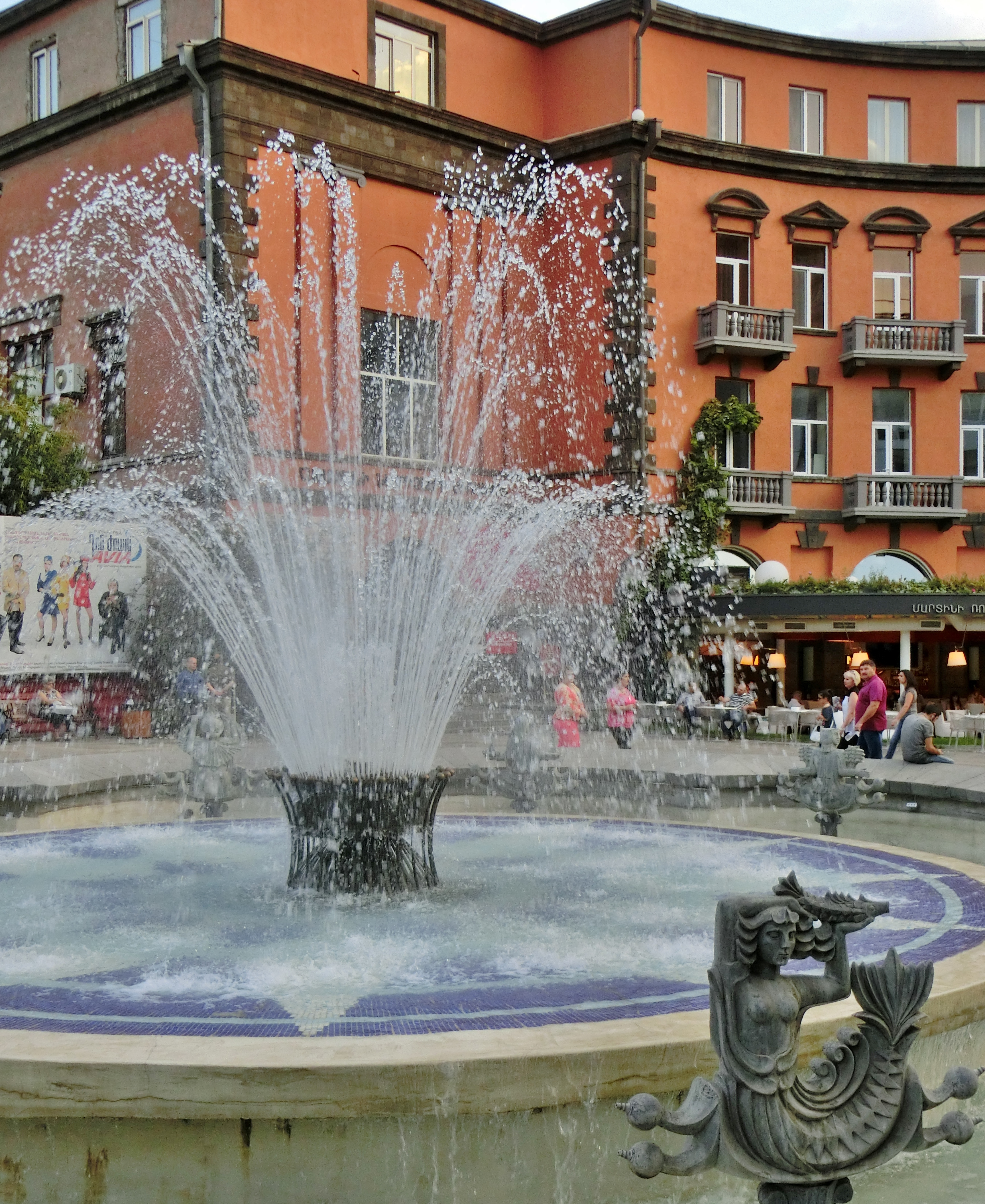
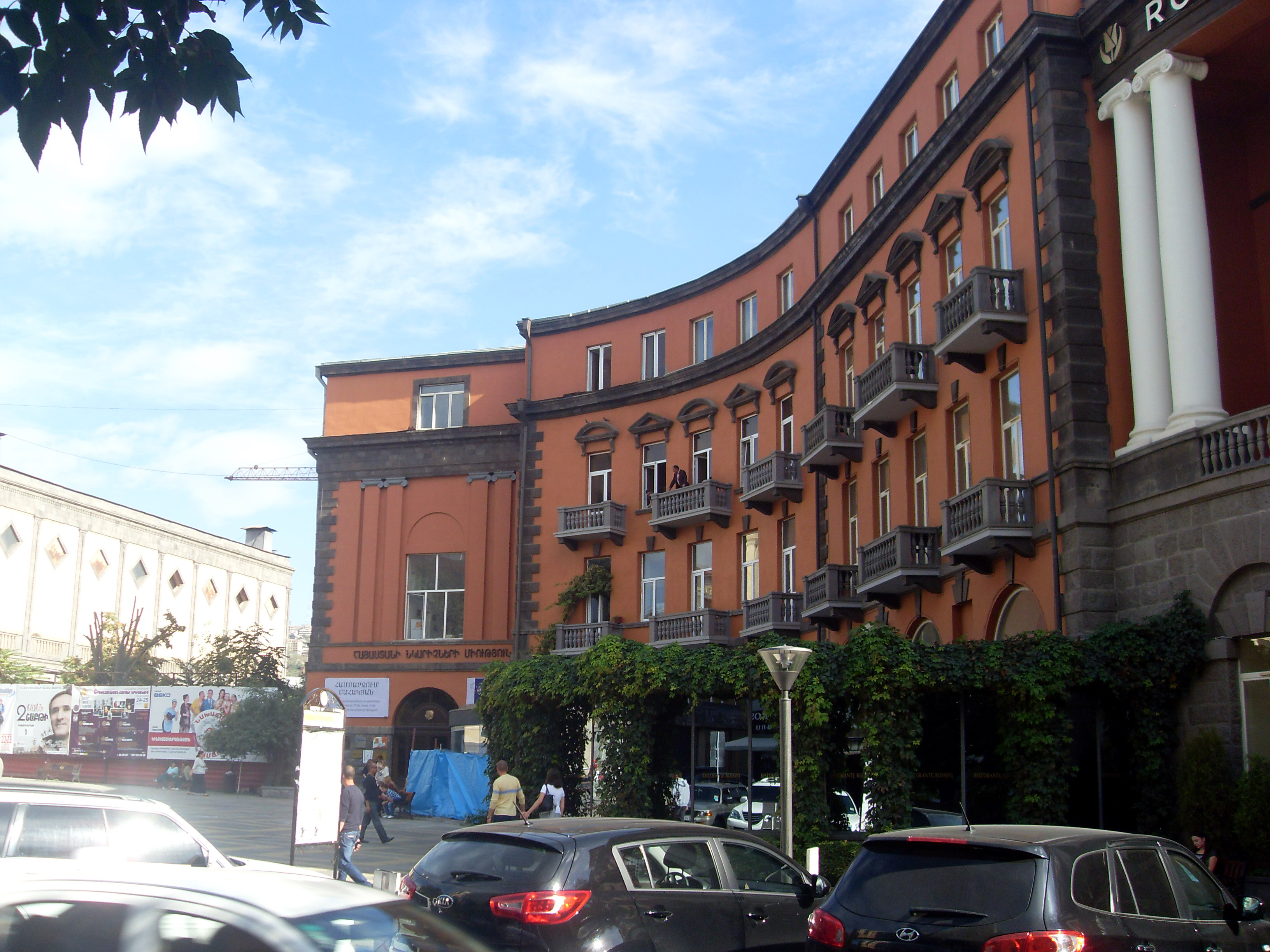
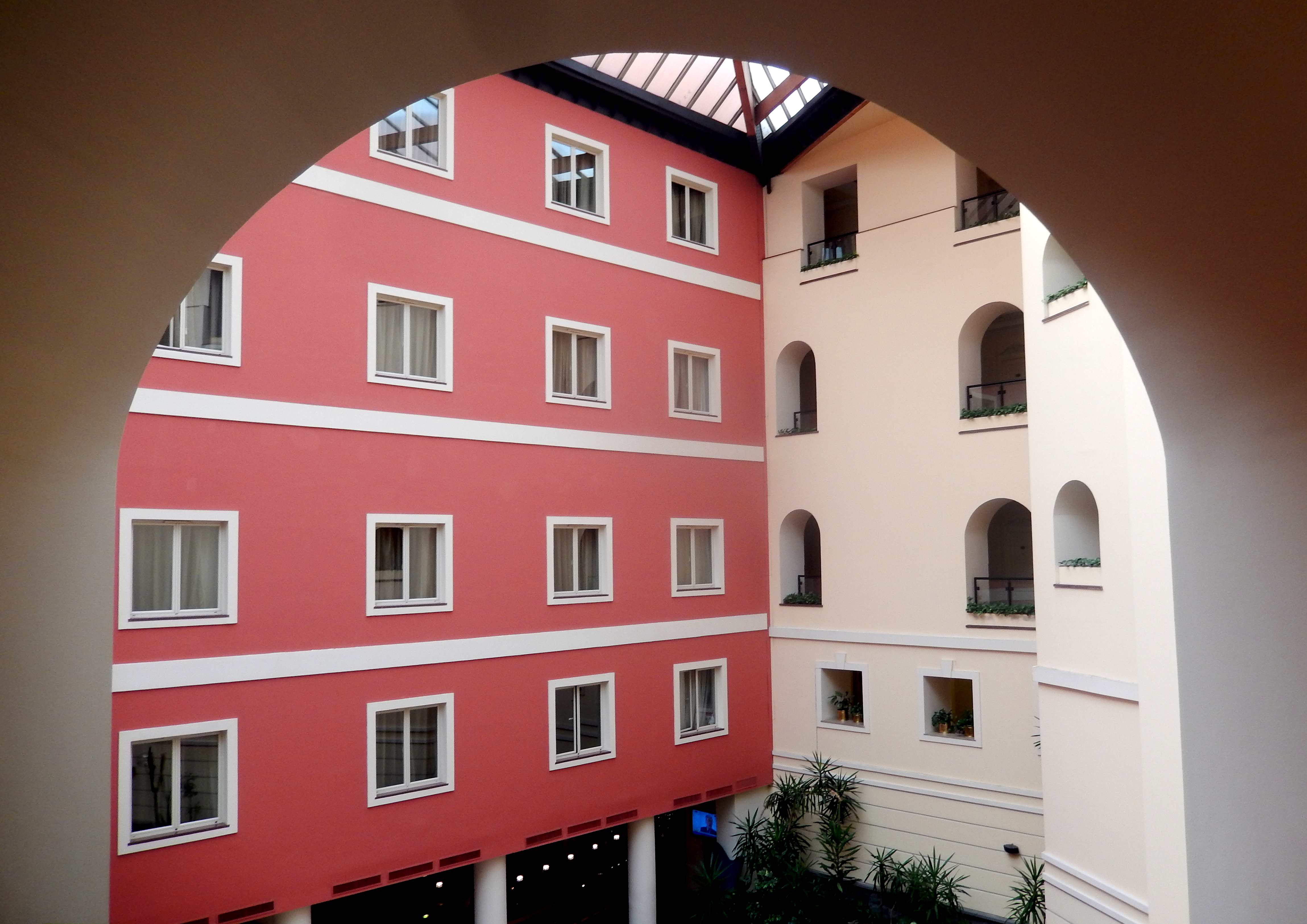